# Vale de El Golfo
O vale de El Golfo é uma grande depressão semicircular com 12 km de diâmetro delimitada por escarpas íngremes, que está localizado na encosta norte da ilha de El Hierro, Canárias. Atinge uma altitude de 1 501 m no pico de Malpaso, o ponto mais alto da ilha.
O vale de El Golfo pode ser visto a partir de seis miradores paisagísticos. De norte a sul e depois de leste a oeste, encontram-se os mirantes de La Peña (projetado por César Manrique), Jinama, Fireba, La Llania, Malpaso e Bascos.

## História
Muitos cientistas acreditam que a ilha de El Hierro experimentou um dos mais violentos e devastadores cataclismos à cerca de 50 000 anos atrás (outros indicam 130 000 anos ou entre 12 000 e 17 000 anos atrás), na forma de um deslizamento de terra de proporções gigantescas.
Um grande pedaço da ilha estimado entre 150 e 180 km³, provavelmente devido a um abalo sísmico, colapsou em segundos pela encosta e deslizou para o oceano. É muito provável que um enorme tsunami de cem metros de altura tenha-se formado com o colapso, dirigindo-se em direção à costa da América.
O resultado deste gigantesco deslizamento de terra foi o vale de El Golfo, que hoje está incluído totalmente no município de La Frontera, com os povoados de Belgaras, Llanillos, Merese, Sabinosa, Toscas e Tigaday dentro do vale. El Golfo teve um crescimento populacional devido à implementação de uma agricultura de exportação ligada à perfuração de poços na plataforma costeira.